# RO-KYU-BU!
RO-KYU-BU!（ロウキューブ）は、日本の声優ユニット。テレビアニメ『ロウきゅーぶ!』の主要担当声優、花澤香菜、井口裕香、日笠陽子、日高里菜、小倉唯の5人により結成された。
楽曲の振り付けは小倉が担当し、他のメンバーに指導した。かつて小倉と同じ事務所だった能登有沙も後述のライブや「Get goal!」での振付師として参加している。

## 来歴
テレビアニメ『ロウきゅーぶ!』の放送に際して、出演声優5人によるユニットが結成されることが『声優アニメディア』2011年4月号にて発表され、翌5月号にてユニット名が「RO-KYU-BU!」と決定されたことと6月号からの企画連載の開始が告知された。また、4月にアスキー・メディアワークスから発売された『ロウきゅーぶ!』ドラマCDにおいて、彼女たちが歌うテーマソング「カミサマコンニチワンバウンド」が収録された。
2011年6月1日に『ロウきゅーぶ!』のアニメサイトとは別にRO-KYU-BU!の公式サイトが開設され、彼女たちの実写によるPVが公開された。
2011年8月17日発売のデビューシングル「SHOOT!」が、8月29日付のオリコン週間シングルチャートにて初登場10位を獲得した。
ライブイベント「RO-KYU-BU! LIVE TOUR 2011 -Fantastic Game-」が2011年10月23日に品川ステラボール、2011年10月30日になんばHatch、2011年11月13日に品川ステラボール（追加公演）にてそれぞれ開催された。
その後、ユニットとしての活動は一旦休止したが、2013年7月からのテレビアニメ第2期『ロウきゅーぶ!SS』開始に合わせて、活動を再開。
2013年9月29日には約2年ぶりとなるライブイベント「RO-KYU-BU! LIVE 2013 -FINAL LIVE-」がさいたまスーパーアリーナで開催された。
2023年8月27日にさいたまスーパーアリーナで行われた『Animelo Summer Live 2023 -AXEL-』の3日目にサプライズ出演し、「SHOOT!」と「Rolling! Rolling!」を披露した。

## 影響
本ユニットでの活動後、花澤・小倉・井口・日笠の4人はソロデビューを果たした。井口は、本ユニットで楽しく歌う姿が同レーベルのプロデューサーである中山信宏の目に留まり、それがデビューのきっかけになったという。日笠は、以前から音楽活動のオファーを断り続けてきたが、本ユニットでの活動により歌うことの楽しさを実感し、デビューを決意したという。

## メンバー
各メンバーには、原作者が考案したキャラクターの背番号にちなんだ二つ名を入れた「RO-KYU-BU!の〈二つ名〉!、〈声優名〉です!」という挨拶がある。全員のイメージカラーは白。
| 背番号 | 声優     | キャラクター | 二つ名                   | イメージカラー |
| ------ | -------- | ------------ | ------------------------ | -------------- |
| 4      | 花澤香菜 | 湊智花       | ファンタスティックフォー | 赤             |
| 5      | 井口裕香 | 三沢真帆     | クールファイブ           | 黄             |
| 6      | 日笠陽子 | 永塚紗季     | シックスセンス           | 青             |
| 7      | 日高里菜 | 香椎愛莉     | ラッキーセブン           | オレンジ       |
| 8      | 小倉唯   | 袴田ひなた   | エイトビート             | ピンク         |

## ディスコグラフィ

### シングル
| 枚  | 発売日        | タイトル  | 規格品番   | 規格品番   | 最高位 |
| 枚  | 発売日        | タイトル  | 初回限定盤 | 通常盤     | 最高位 |
| --- | ------------- | --------- | ---------- | ---------- | ------ |
| 1st | 2011年8月17日 | SHOOT!    | 1000232057 | 1000232058 | 10位   |
| 2nd | 2013年7月10日 | Get goal! | 1000412330 | 1000412331 | 11位   |

### アルバム
| 枚  | 発売日        | タイトル      | 規格品番   | 最高位 |
| --- | ------------- | ------------- | ---------- | ------ |
| 1st | 2011年10月5日 | pure elements | 1000232057 | 17位   |
| 2nd | 2013年9月4日  | Dear friends  | 1000412329 | 18位   |

### 映像作品
| 枚  | 発売日        | タイトル                                   | 規格品番   |
| --- | ------------- | ------------------------------------------ | ---------- |
| 1st | 2013年9月4日  | RO-KYU-BU! LIVE TOUR 2011 -Fantastic Game- | 1000404884 |
| 2nd | 2014年4月23日 | RO-KYU-BU! LIVE 2013 -FINAL GAME-          | 1000478595 |

### タイアップ
| 楽曲                           | タイアップ                                                                    | 時期   |
| ------------------------------ | ----------------------------------------------------------------------------- | ------ |
| カミサマコンニチワンバウンド   | 『ロウきゅーぶ!』イメージソング                                               | 2011年 |
| SHOOT!                         | テレビアニメ『ロウきゅーぶ!』オープニングテーマ                               | 2011年 |
| Party Love〜おっきくなりたい〜 | テレビアニメ『ロウきゅーぶ!』エンディングテーマ                               | 2011年 |
| ギンギラ☆エール                | PSPゲーム『ロウきゅーぶ!』オープニングテーマ                                  | 2011年 |
| 21世紀"美"少女                 | PSPゲーム『ロウきゅーぶ! ひみつのおとしもの』オープニングテーマ               | 2013年 |
| Get goal!                      | テレビアニメ『ロウきゅーぶ!SS』オープニングテーマ                             | 2013年 |
| Rolling! Rolling!              | テレビアニメ『ロウきゅーぶ!SS』エンディングテーマ                             | 2013年 |
| キドキド                       | PS Vitaゲーム『ロウきゅーぶ! ないしょのシャッターチャンス』オープニングテーマ | 2014年 |

## ライブ
- 『ロウきゅーぶ!』&『神様のメモ帳』TVアニメ化記念スペシャルイベント（2011年6月26日 日本消防会館）
- Animelo Summer Live 2011 -rainbow-（2011年8月28日 さいたまスーパーアリーナ）
- 電撃文庫 秋の祭典2011 ロウきゅーぶ! ライブ&トークショー（2011年10月2日 秋葉原UDX）
- RO-KYU-BU! LIVE TOUR 2011 -Fantastic Game-（2011年10月23日・11月13日 東京・品川ステラボール、10月30日 大阪・なんばHatch）
- ASCII MEDIA WORKS 20th Anniversary DENGEKI MUSIC LIVE!!（2012年10月21日 幕張メッセ）
- RO-KYU-BU! LIVE 2013 -FINAL LIVE-（2013年9月29日 さいたまスーパーアリーナ）
- Animelo Summer Live 2023 -AXEL-（2023年8月27日 さいたまスーパーアリーナ）[注 2]

## 書籍
- RO-KYU-BU!写真集 kiseki（2012年1月26日、学研パブリッシング、ISBN 9784054051584）